# Comté de Hemphill
Pour les articles homonymes, voir Hemphill.
Le comté de Hemphill, en anglais : Hemphill County, est un comté situé dans le nord de l'État du Texas aux États-Unis. Le siège de comté est la ville de Canadian. Selon le  recensement de 2020, sa population est de 3 382 habitants. 
Le comté a une superficie de 2 362 km2, dont 2 356 km2 en surfaces terrestres

## Comtés adjacents
|                  | Comté de Lipscomb | Comté d'Ellis Oklahoma        |
| Comté de Roberts | comté de Hemphill |                               |
| Comté de Gray    | Comté de Wheeler  | Comté de Roger Mills Oklahoma |

## Démographie

Pyramide des âges du comté de Hemphill (2000).

Lors du recensement de 2010, le comté comptait une population de 3 807 habitants. Elle est estimée, en 2017, à 4 024 habitants,.
| Groupes           | Comté de Hemphill | Texas | États-Unis |
| ----------------- | ----------------- | ----- | ---------- |
| Blancs            | 87,0              | 70,4  | 72,4       |
| Autres            | 10,1              | 10,6  | 6,4        |
| Métis             | 1,8               | 2,5   | 2,7        |
| Asiatiques        | 0,5               | 3,8   | 4,8        |
| Amérindiens       | 0,4               | 0,7   | 0,9        |
| Afro-Américains   | 0,2               | 11,9  | 12,6       |
| Total             | 100               | 100   | 100        |
|                   |                   |       |            |
| Latino-Américains | 28,5              | 37,6  | 16,7       |